# درب الدموع
درب الدموع أو مسلك الدموع هي سلسلة من عمليات التهجير القسري لشعوب أمريكا الأصليين من وطنهم الأصلي في جنوب شرق الولايات المتحدة إلى المناطق الغربية (عادة غرب نهر المسيسيبي) التي اعتبرت أراضي هندية، حيث قامت السلطات الحكومية بعد إقرار قانون إزالة الهنود في عام 1830 بتهجيرهم. وعانت الشعوب التي تم تهجيرها من العراء والمرض والجوع  في طريقها إلى المحمية الجديدة التي تم تعيينها لهم وتوفي العديد قبل الوصول إلى وجهتهم. عمليات الإزالة القسرية شملت أفراد قبائل وشعوب شيروكي ومسكوكي وسيمينول وتشيكاساو وتشوكتاو وبونكا. وتعود عبارة «درب الدموع» لوصف إزالة العديد من القبائل الأمريكية الأصلية بما في ذلك عملية الإزالة الشهيرة لقبيلة شيروكي في عام 1838.
ما بين عام 1830 و1850 تم إزالة شعوب تشيكاساو وتشوكتاو ومسكوكي وسيمينول وشيروكي بالقوة والإجبار (بما في ذلك الأعراق المختلطة والعبيد السود الذين عاشوا بينهم) من أراضيهم الأصلية في شرق الولايات المتحدة  ونقلهم لمناطق غربية أبعد. حيث أجبروا أولئك السكان الأصليون المهجرين إلى السير  إلى وجهتهم من قبل الدولة والميليشيات المحلية. وتم إزالة شعب شيروكي في عام 1838 (آخر ترحيل قسري شرق نهر الميسيسيبي) بسبب اكتشاف الذهب بالقرب من داهلونغا، جورجيا في عام 1828 مما أدى إلى ظاهرة حمى ذهب جورجيا. وهلك على طول الطريق ما يقرب من 2000–8,000 من إجمالي 16 ألف و543 فرد من الشيروكي.

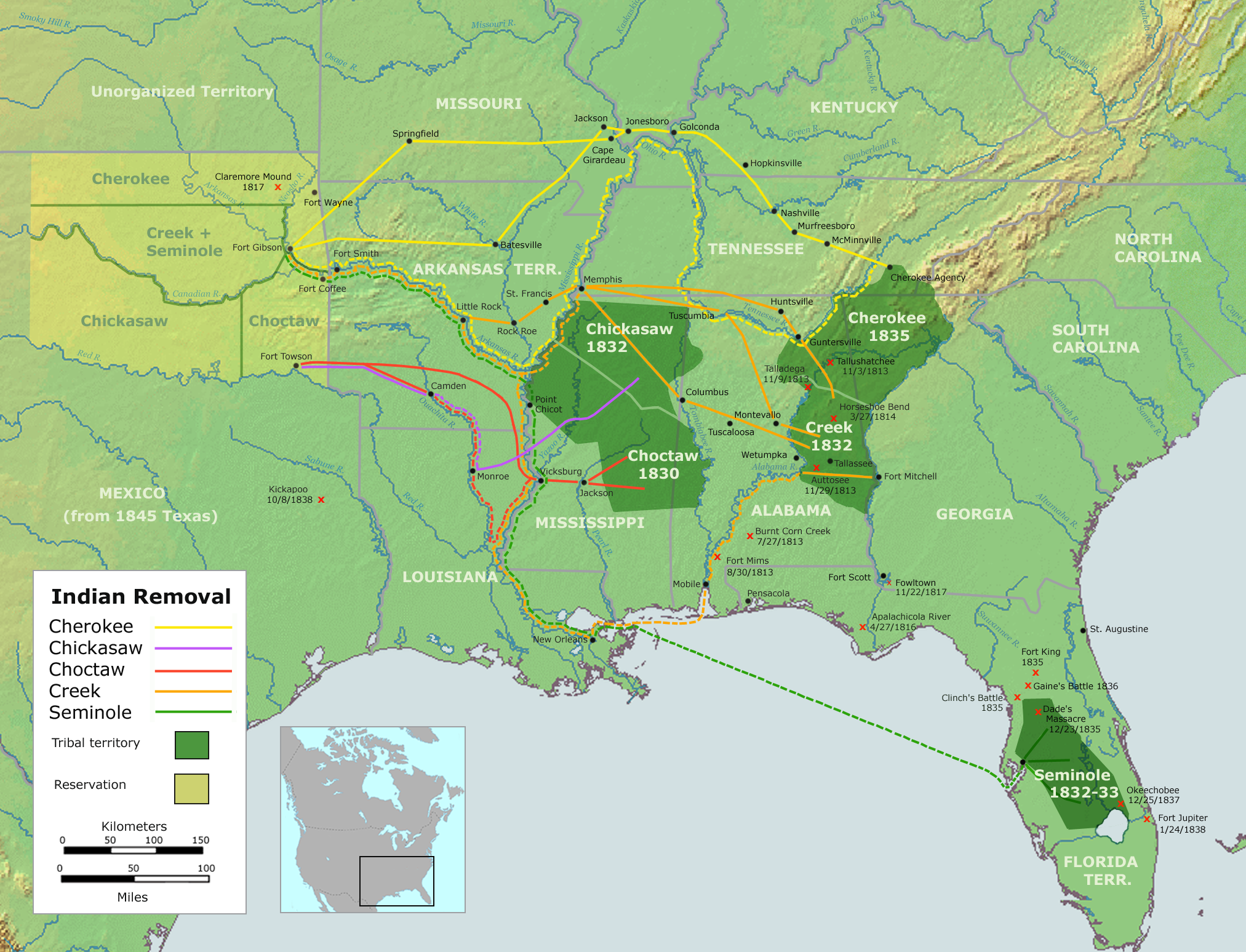
خريطة لأزالة الهنود في الولايات المتحدة الامريكي 1830-1838. أوكلاهوما هو مبين في باللون الأخضر-الأصفر الفاتح.

## الإحصاءات
| شعب            | سكان شرق مسيسيبي قبل قانون الإزالة               | قانون الإزالة وسنة التوقيع                   | سنوات التهجير الأعظم | إجمالي عدد المهجرين أو المزالين قسراً | عدد الباقين في الجنوب الشرقي | الوفيات خلال الإزالة        | وفيات خلال المواجهات الحربية          |
| -------------- | ------------------------------------------------ | -------------------------------------------- | -------------------- | ------------------------------------ | ---------------------------- | --------------------------- | ------------------------------------- |
| تشوكتاو        | 19,554 + أفراد بيض من شعب تشوكتاو + 500 عبيد سود | معاهدة خور الأرنب الراقص [الإنجليزية] (1830) | 1831–1836            | 12,500                               | 7,000                        | 2,000–4,000+ (كوليرا)       | لاشيء                                 |
| مسكوكي         | 22,700 + 900 عبيد سود                            | معاهدة كوسيتا [الإنجليزية] (1832)            | 1834–1837            | 19,600                               | 100s                         | 3,500 (مرض بعد الإزالة)     | ؟ (حرب الكريك لعام 1836 [الإنجليزية]) |
| تشيكاساو       | 4,914 + 1,156 عبيد سود                           | معاهدة خور بونتوتوك [الإنجليزية] (1832)      | 1837–1847            | over 4,000                           | 100s                         | 500–800                     | لاشيء                                 |
| شيروكي (قبيلة) | 21,500 + 2,000 عبيد سود                          | معاهدة نيو إيكوتا [الإنجليزية] (1835)        | 1836–1838            | 20,000 + 2,000 عبد                   | 1,000                        | 2,000–8,000                 |                                       |
| سيمينول        | 5,000 + عبيد هاربين                              | معاهدة مرسى باين [الإنجليزية] (1832)         | 1832–1842            | 2,833                                | 250 500                      | 700 (حرب السيمينول الثانية) |                                       |